# Província de Yalova
Yalova és una província situada a la part nord-occidental de Turquia i a la costa oriental de la Mar de Màrmara. Les seves províncies adjacents són Bursa al sud i Kocaeli a l'est. La capital provincial és la ciutat de Yalova. Abans de 1995, Yalova constituïa un districte de la província d'Istanbul.

## Districtes
La província de Yalova es divideix en 6 districtes:
- Altınova
- Armutlu
- Çiftlikköy
- Çınarcık
- Termal
- Yalova (ciutat capital de la província)

## Nadius notables
- Mehmet Okur - jugador de bàsquet de l'NBA
- Şebnem Ferah - Cantant
- İzel (İzel Çeliköz) - Cantant